# ゲオルギー・ザハロフ

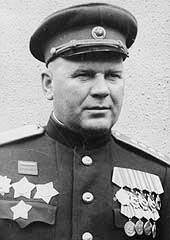

ゲオルギー・フョードロヴィッチ・ザハロフ（ロシア語: Гео́ргий Фёдорович Заха́ров、1897年4月23日 - 1957年1月26日）は、ソ連の軍人。上級大将。

## 経歴
シロヴォ村（現サラトフ州クラスノアルメイスキー地区）の農家に生まれる。1915年、ロシア帝国軍に召集され、1916年、准尉学校を卒業。陸軍少尉として第一次世界大戦に従軍。1917年10月、連隊政治委員に選出され、ソビエト当局側に移る。
1919年から赤軍に入隊し、全連邦共産党（ボリシェヴィキ）に入党した。1919年8月から中隊長として東部戦線で戦う。ロシア内戦終結後、大隊長、連隊長、師団軍事経済補給部長を経て、労農赤軍工兵アカデミーで戦術講師を務める。1920年、歩兵課程、1923年、「射撃」課程、1933年、M.V.フルンゼ名称軍事アカデミー、1939年、参謀本部軍事アカデミーを卒業。1939年～1941年、ウラル軍管区参謀長。
独ソ戦勃発と共に、西部戦線第22軍参謀長となる。1941年8月からブリャンスク戦線参謀長、10月から同戦線司令官、12月から西部戦線副司令官となり、モスクワ郊外の反攻作戦に参加した。1942年5月から北カフカーズ方面軍（後に北カフカーズ戦線）参謀長。8月から南東戦線（スターリングラード戦線）参謀長となり、スターリングラード郊外の反攻作戦の左翼部隊の指導を実施した。その後、南部戦線副司令官を経て、1943年2月から第51軍司令官となり、ロストフ・ナ・ドヌ解放に参加した。1943年7月、第2親衛軍司令官となり、ミウス川及びモロチナヤ川の敵防衛線突破、ペレコプ、セヴァストポリの解放で活躍した。1944年6月から第2白ロシア戦線司令官となり、白ロシアの解放に貢献した。1944年11月から第4親衛軍司令官となり、ドナウ川を渡河して、ブダペストの敵を包囲した。1945年4月、第4ウクライナ戦線副司令官。
戦後、南ウラル軍管区と東シベリア軍管区司令官を務め、1950年9月、「射撃」課程長となった。1954年9月、地上軍戦闘訓練総局副総局長。第3期ソ連最高会議代議員。

## 表彰・受勲
レーニン勲章、赤旗勲章4個、一等スヴォーロフ勲章2個、一等クトゥーゾフ勲章、一等ボグダン･フメリニツキー勲章、二等スヴォーロフ勲章を受章。